# ضريح الشاه قلندر
ضريح الشاه قلندر (بالفارسية: آرامگاه شاه قلندر) هو ضريح تاريخي يعود إلى السلالة الصفوية، ويقع في أنجدان.